# 下诺夫哥罗德站 (俄罗斯铁路)
下诺夫哥罗德站（俄语：Вокзал Нижний Новгород）是俄羅斯第五大城市下諾夫哥羅德的主要鐵路車站，隸屬俄罗斯铁路，由高尔基铁路局營運。

## 歷史
下諾夫哥羅德車站始建於1862年，當時莫斯科-弗拉基米爾鐵路被擴建。1862年8月2日，弗拉基米爾-下諾夫哥羅德路段通車，該車站成為莫斯科至下諾夫哥羅德鐵路的終點。
1960年代，蘇聯風格的新的車站大樓啟用，舊站建築被毀。
1985年下諾夫哥羅德地鐵開放營運，可轉乘地鐵莫斯科卡亞站。
自2002年以來，車站進行了現代化改造，增設了自動檢票機，並在月台上搭建棚子。自2017年6月起，該站再度關閉以進行重建，直到2018年4月28日才開放。
2010年3月30日，車站由車站由蘇聯時期的『高爾基·莫斯科科夫斯基站』更名為『下諾夫哥羅德·莫斯科科夫斯基站』（惟城市於1991年即更名）；同年7月1日，根據俄羅斯鐵路總裁弗拉基米尔·伊万诺维奇·亚库宁的命令，將高爾基·莫斯科夫斯基站更改為下諾夫哥羅德站。

## 列车
- 5（6）次列车：乌兰巴托 - 莫斯科
- 7（8）次列车（卡马号（俄语：Кама (поезд)））：彼尔姆 - 莫斯科
- 9（10）次列车：基洛夫（俄语：Киров (станция)） - 下诺夫哥罗德
- 11（12）次列车（亚马尔号）：新乌连戈伊（俄语：Новый Уренгой (станция)） - 莫斯科
- 31（32）次列车（维亚特卡号）：基洛夫（俄语：Киров (станция)） - 莫斯科
- 35（36）次列车（下诺夫哥罗德人号）：下诺夫哥罗德 - 莫斯科
- 37（38）次列车（托米奇号）：托木斯克（俄语：Томск-II） - 莫斯科
- 41（42）次列车：下诺夫哥罗德 - 大诺夫哥罗德（俄语：Великий Новгород (станция)）
- 51（52）次列车：下诺夫哥罗德 - 伊热夫斯克（俄语：Ижевск (станция)）
- 55（56）次列车（叶尼塞号）：克拉斯诺亚尔斯克 - 莫斯科
- 59（60）次列车（伏尔加号）：下诺夫哥罗德 - 圣彼得堡
- 61（62）次列车：海参崴 - 莫斯科
- 63（64）次列车：新西伯利亚 - 明斯克
- 83（84）次列车（北乌拉尔号）：普利欧伯（俄语：Приобье (станция)） - 莫斯科
- 87（88）次列车（阿德勒-下诺夫哥罗德号）：下诺夫哥罗德 - 阿德勒（俄语：Адлер (станция)）
- 89（90）次列车：沃尔库塔（俄语：Воркута (станция)） - 下诺夫哥罗德
- 91（92）次列车：北贝加尔斯克（俄语：Северобайкальск (станция)） - 莫斯科
- 99（100）次列车：基斯洛沃茨克（俄语：Кисловодск (станция)） - 下诺夫哥罗德
- 103（104）次列车：新西伯利亚 - 布列斯特
- 109（110）次列车：新乌连戈伊（俄语：Новый Уренгой (станция)） - 莫斯科
- 131（132）次列车：伊热夫斯克（俄语：Ижевск (станция)） - 圣彼得堡
- 145（146）次列车：车里雅宾斯克 - 圣彼得堡
- 285（286）次列车：下诺夫哥罗德 - 红枢纽（俄语：Красный Узел (станция)）（季节性）
- 309（310）次列车：沃尔库塔（俄语：Воркута (станция)） - 阿德勒（俄语：Адлер (станция)）
- 311（312）次列车：沃尔库塔（俄语：Воркута (станция)） - 新罗西斯克（俄语：Новороссийск (станция)）（季节性）
- 337（338）次列车：萨马拉 - 圣彼得堡
- 339（340）次列车：下诺夫哥罗德 - 新罗西斯克（俄语：Новороссийск (станция)）
- 347（348）次列车：乌法 - 圣彼得堡
- 501（502）次列车：基洛夫（俄语：Киров (станция)） - 阿纳帕（俄语：Анапа (станция)）（季节性）
- 531（532）次列车：基洛夫（俄语：Киров (станция)） - 阿德勒（俄语：Адлер (станция)）（季节性）
- 701/3/5/7/9（702/04/06/08/10）次列车（海燕号）：下诺夫哥罗德 - 莫斯科
- 727/29/31/33（728/30/32/34）次列车（飞燕号）：下诺夫哥罗德 - 莫斯科
- 757（772）次列车（游隼号）：下诺夫哥罗德 - 圣彼得堡

因疫情暂停运行：
- 3（4）次列车：北京 - 莫斯科
- 19（20）次列车（东方号）：莫斯科 - 北京

## 外部連結
- 於俄羅斯鐵路的簡介 （页面存档备份，存于） （俄文）